# Dyscheralcis retroflexa
Dyscheralcis retroflexa là một loài bướm đêm trong họ Geometridae.